# Af Chapman (1830)
af Chapman, officiellt HM Fregatt af Chapman, var en fregatt i svenska Kungliga flottan. Fartyget, som var döpt efter skeppsbyggmästaren Fredrik Henrik af Chapman, byggdes på örlogsvarvet i Karlskrona och sjösattes den 11 augusti 1830. Bestyckningen utgjordes av 36 kanoner av olika kalibrar på ett batteridäck.
af Chapman tjänstgjorde 1831-1845 som utbildningsfartyg för sjökadetter, och var det fartyg på vilket bland andra den blivande amiralen Wilhelm Dyrssen gjorde sin första sjöresa. 1854 byggdes fartyget om till en korvett med 24 kanoner och genomförde övningsexpeditioner till Nordsjön 1865 och till Atlanten 1866-1872. Året efter avlöstes hon av den modernare korvetten Norrköping, men fortsatte att användas för övningar med exercisskolornas manskap fram till 1877, då hon omvandlades till flytande logement. af Chapman utrangerades 1884. Hennes nödtorftigt underhållna skrov användes därefter ännu en tid som logement, innan det slutligen höggs upp 1913.